# Pemphredon fabrici
Pemphredon fabrici är en stekelart som först beskrevs av Müller 1911.  Pemphredon fabrici ingår i släktet Pemphredon, och familjen Crabronidae. Arten är reproducerande i Sverige.